# فرانسیسکو پی ئی مارگای
فرانسیسکو پی ئی مارگای (اسپانیایی: Francisco Pi y Margall‎؛ ۲۹ آوریل ۱۸۲۴ – ۲۹ نوامبر ۱۹۰۱) یک سیاستمدار، فیلسوف و نویسنده اهل اسپانیا بود.